# Lybius guifsobalito
El barbudo guifsobalito o barbudo de pico negro (Lybius guifsobalito) es una especie de ave de la familia de los barbudos africanos (Lybiidae). Se encuentra en Camerún, República Democrática del Congo, Eritrea, Etiopía, Kenia, Sudán, Tanzania, y Uganda.